# Mundu SC
El Mundu SC es un equipo de fútbol de Zanzíbar que milita en la Segunda División de Zanzíbar, la segunda liga de fútbol más importante del país.

## Historia
Fue fundado en la ciudad de Unguja y es uno de los tres equipos más importantes de la ciudad junto al Mafunzo FC y el Jamhuri FC, aunque a diferencia de estos dos, nunca han sido campeones de la Primera División de Zanzíbar, y tampoco han logrado algún título importante en su historia, teniendo lo más cercano a eso dos subcampeonatos.
A nivel internacional han participado en 2 torneos continentales, en donde nunca han superado la ronda preliminar.

## Palmarés
- Primera División de Zanzíbar: 0
  - Subcampeón: 2

2005/06, 2007/08

## Participación en competiciones de la CAF
| Temporada | Torneo                       | Ronda      | Club            | Casa | Visita | Global |
| --------- | ---------------------------- | ---------- | --------------- | ---- | ------ | ------ |
| 2007      | Copa Confederación de la CAF | Preliminar | Mwana Africa FC | 1-3  | 0-3    | 1-6    |
| 2009      | Copa Confederación de la CAF | Preliminar | Red Arrows FC   | 0-1  | 0-6    | 0-7    |

## Jugadores destacados
- Bakari Mohammed